# Obispado castrense de la República Dominicana
El obispado castrense de la República Dominicana u ordinariato militar de la República Dominicana es una circunscripción eclesiástica de la Iglesia católica en Republica Dominicana. Se trata de un ordinariato militar latino, inmediatamente sujeto a la Santa Sede. Desde el 2 de enero de 2017 el ordinario militar es el arzobispo Francisco Ozoria Acosta.

## Territorio y organización
El ordinariato militar tiene jurisdicción personal peculiar ordinaria y propia sobre los fieles católicos militares de rito latino (y otros fieles definidos en los estatutos), incluso si se hallan fuera de las fronteras del país, pero los fieles continúan siendo feligreses también de la diócesis y parroquia de la que forman parte por razón del domicilio o del rito, pues la jurisdicción es cumulativa con el obispo del lugar. Los cuarteles y los lugares reservados a los militares están sometidos primera y principalmente a la jurisdicción del ordinario militar, y subsidiariamente a la jurisdicción del obispo diocesano cuando falta el ordinario militar o sus capellanes. El ordinariato tiene su propio clero, pero los obispos diocesanos le ceden sacerdotes para llevar adelante la tarea de capellanes militares de forma exclusiva o compartida con las diócesis. Se dedica a la atención pastoral de los militares y policías de la República Dominicana, así como sus familiares y el personal que labora en las instituciones castrenses.
La estructura jerárquica del ordinariato militar establece: un ordinario militar, un vicario general nombrado por el ordinario y cuatro capellanes mayores para cada cuerpo de las fuerzas armadas (Ejército de República Dominicana, Armada de República Dominicana y Fuerza Aérea de República Dominicana) y para la Policía Nacional de la República Dominicana. La República Dominicana está dividida en cuatro regiones militares, en cada una de estas existe un capellán militar por cada cuerpo.
La sede del ordinariato militar se encuentra en la ciudad de Santo Domingo, en donde se halla la Catedral castrense Santa Bárbara de los Hombres de la Mar.
En 2021 en el ordinariato militar existían 62 parroquias. 

## Historia
El vicariato militar para la República Dominicana fue erigido el 23 de enero de 1958 mediante el decreto E Suprema Militantis Ecclesiae de la Congregación Consistorial, que daba cumplimiento al concordato de 1954.
Mediante la promulgación de la constitución apostólica Spirituali Militum Curae por el papa Juan Pablo II el 21 de abril de 1986 los vicariatos militares fueron renombrados como ordinariatos militares o castrenses y equiparados jurídicamente a las diócesis. Cada ordinariato militar se rige por un estatuto propio emanado de la Santa Sede y tiene a su frente un obispo ordinario nombrado por el papa teniendo en cuenta los acuerdos con los diversos Estados. Como consecuencia, mediante acuerdo firmado en 1990 entre la Santa Sede y el Gobierno dominicano, el vicariato militar asumió la figura de ordinariato militar.
En febrero de 2019 el arzobispo de Santo Domingo y ordinario militar Francisco Ozoria Acosta anunció que iniciaría el proceso de solicitud a la Santa Sede para declarar la iglesia de Santa Bárbara como catedral castrense. En diciembre de 2019 el arzobispo anunció que había recibido el placet de la Santa Sede para la erección canónica de Santa Bárbara como catedral castrense. Finalmente, el 4 de febrero de 2020 se realizó la ceremonia de erección canónica y dedicación de la catedral castrense Santa Bárbara, en el 207.º aniversario del bautismo del patricio Juan Pablo Duarte.

## Estadísticas
Según el Anuario Pontificio 2022 el ordinariato militar tenía a fines de 2021 un total de 65 sacerdotes y 3 religiosos.
| Año                                                                             | Población            | Población | Población      | Sacerdotes | Sacerdotes    | Sacerdotes    | Bautizados por sacerdote | Diáconos permanentes | Religiosos | Religiosos | Parroquias |
| Año                                                                             | Bautizados católicos | Total     | % de católicos | Total      | Clero secular | Clero regular | Bautizados por sacerdote | Diáconos permanentes | Varones    | Mujeres    | Parroquias |
| ------------------------------------------------------------------------------- | -------------------- | --------- | -------------- | ---------- | ------------- | ------------- | ------------------------ | -------------------- | ---------- | ---------- | ---------- |
| 1999                                                                            |                      |           |                | 29         | 26            | 3             |                          |                      | 3          |            | 29         |
| 2000                                                                            |                      |           |                | 29         | 26            | 3             |                          | 5                    | 3          | 5          | 29         |
| 2001                                                                            |                      |           |                | 29         | 26            | 3             |                          | 5                    | 3          | 5          | 29         |
| 2002                                                                            |                      |           |                | 29         | 26            | 3             |                          | 5                    | 3          | 5          | 29         |
| 2003                                                                            |                      |           |                | 33         | 30            | 3             |                          | 5                    | 3          | 5          | 33         |
| 2004                                                                            |                      |           |                | 33         | 30            | 3             |                          | 8                    | 3          | 5          | 33         |
| 2013                                                                            |                      |           |                | 48         | 47            | 1             |                          |                      | 1          | 5          | 47         |
| 2016                                                                            |                      |           |                | 63         | 61            | 2             |                          |                      | 2          |            | 62         |
| 2019                                                                            |                      |           |                | 64         | 61            | 3             |                          |                      | 3          |            | 62         |
| 2021                                                                            |                      |           |                | 65         | 62            | 3             |                          |                      | 3          |            | 62         |
| Fuente: Catholic-Hierarchy, que a su vez toma los datos del Anuario Pontificio. |                      |           |                |            |               |               |                          |                      |            |            |            |

## Episcopologio
Desde su creación, el cargo de ordinario militar en la República Dominicana está confiado al arzobispo de Santo Domingo.

### Vicarios militares
| Foto | Escudo | Nombre                                             | Período                                                           |
| ---- | ------ | -------------------------------------------------- | ----------------------------------------------------------------- |
|      |        | Ricardo Paolo Pittini Piussi, S.D.B. †             | 1958-10 de diciembre de 1961 falleció                             |
|      |        | Octavio Antonio Beras Rojas †                      | 8 de diciembre de 1962-4 de abril de 1982 retirado                |
|      |        | Nicolás de Jesús López Rodríguez (vicario militar) | 4 de abril de 1982-21 de abril de 1986 nombrado ordinario militar |

### Ordinarios militares
| Foto | Escudo | Nombre                           | Período                                         |
| ---- | ------ | -------------------------------- | ----------------------------------------------- |
|      |        | Nicolás de Jesús López Rodríguez | 21 de abril de 1986-2 de enero de 2017 retirado |
|      |        | Francisco Ozoria Acosta          | Desde el 2 de enero de 2017                     |